# Тичина Павло Григорович
Павло́ Григо́рович Тичи́на (11 [23] січня 1891, Піски, Щаснівська волость, Козелецький повіт, Чернігівська губернія, Російська імперія, нині — Бобровицька міська об'єднана територіальна громада, Ніжинський район, Чернігівська область, Україна — 16 вересня 1967, Київ, Українська РСР, СРСР) — український радянський поет, перекладач, публіцист, політик, громадський та державний діяч доби УНР та УРСР. Старший брат Євгена Тичини.
Новатор поетичної форми. Директор Інституту літератури АН УРСР (1936—1939, 1941— 1943). Голова Верховної Ради УРСР двох скликань (1953—1959), депутат Верховної Ради УРСР 1—7-го скликань. Депутат Верховної Ради СРСР 2—5-го скликань. Член ЦК КПУ (1952—1967). Міністр освіти УРСР (5 березня 1943 — 7 серпня 1948). Академік АН УРСР (1929). Член-кореспондент Болгарської академії наук (1947). Лауреат Сталінської премії (1941), лауреат Шевченківської премії (1962). Кавалер п'яти орденів Леніна. Разом з Ліною Костенко та Іваном Драчем був номінантом на Нобелівську премію з літератури. Автор слів Гімну Української РСР.

## Життєпис

### Молоді роки
Народився 11 (23) січня 1891 року (Українська Радянська Енциклопедія подає 27.01.1891 р. н.; Велика радянська енциклопедія — 15(27).01.1891 р. н.) в селі Піски Козелецького повіту Чернігівської губернії. У метричній книзі він був записаний як «рос. дореф. Павелъ Григорьевъ Тычининъ». Походить зі старовинного козацького роду (його пращур, за родинним переказом, був полковником у Богдана Хмельницького).
Батько Павла, Григорій Тимофійович Тичинін, паламарський син, родом із села Марківці Козелецького повіту, тепер Бобровицького району (1850—1906), був сільським псаломщиком і одночасно вчителем у безкоштовній сільській школі грамоти.
Поет згадував:
|  | У нашій хаті в першій кімнаті із земляною долівкою (а була ще й друга кімната, з дерев'яною підлогою) стояли дві довгі парти. На кожній парті сиділо душ по 10 або ж по 12 учнів. Не знаю, скільки мені тоді вийшло років, коли я однієї зими вже підсідав то до одного, то до іншого учня і якось швидко, непомітно для себе вивчився читати. |

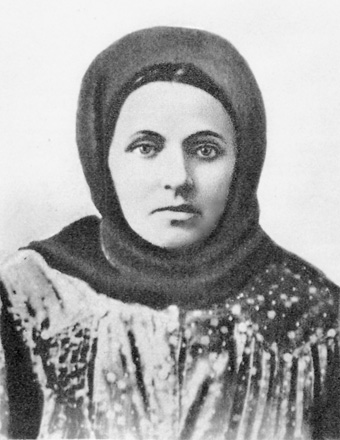
Мати поета

Мати Марія Василівна (уроджена Савицька (1861—1915)).
Павло Тичина мав 12 сестер і братів. Найвідомішим із братів у суспільному та науковому житті був Євген Тичина, який працював педагогом у Харкові.
Як зазначає у критично-біографічному нарисі про поета літературознавець Леонід Новиченко:
|       | Суворість зашарпаного злиднями батька, нерідкі спалахи його гніву (що не завадило, однак, синові зберегти про нього пам'ять як про справедливу й гарну в своїй основі людину) пом'якшувалися сердечною і розумною добротою Марії Василівни — матері поета. |
| — [1] | |

Змалку виявив хист до музики, малювання і віршування.
Спочатку Павло вчився в земській початковій школі (її в Пісках відкрили 1897 року). Його вчителькою була Серафима Миколаївна Морачевська. За добре навчання вона подарувала Павлові декілька українських книжок. Серед них «Байки» Леоніда Глібова, оповідання Марії Загірньої (Грінченко) про шахтарів — «Під землею». Першій учительці поет присвятив поему «Серафима Морачевська» (залишилася незавершеною; уперше опубліковано 1968 року в № 9 журналу «Прапор»).

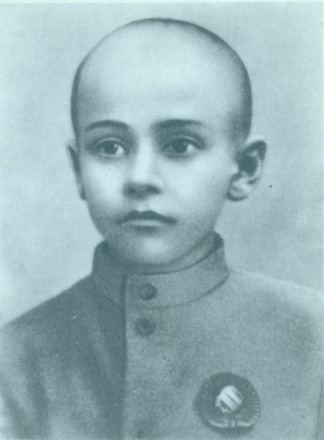
Павло Тичина, 1901 рік

Морачевська, оцінивши чудовий голос і слух хлопця, порадила батькам віддати Павла в один із монастирських хорів Чернігова. Крім того, дітей у хорах також навчали. Оскільки інших можливостей дати синові освіту Тичини не мали, вони прислухалися до поради вчительки.
В 1900 році 9-річний Павло, повторно й успішно пройшовши проби голосу, став співаком архієрейського хору при Єлецькому монастирі. Одночасно він навчався в Чернігівському духовному училищі. Регент хору виділяв Павла з-поміж інших хлопчиків-співаків, доручав йому навчати нотної грамоти новачків. Як правило, навчання відбувалося на могилі Леоніда Глібова, похованого в Чернігові на території Троїцького монастиря. У такий спосіб Тичина навчав нот свого брата Євгена, а також майбутнього хорового диригента Григорія Верьовку.
У червні 1906 року помер батько Павла.
Дослідники вважають, що від 1906 року Павло Тичина пише вірші — частково під впливом Олександра Олеся та Миколи Вороного. Перший відомий нам, але незакінчений вірш Тичини — «Сине небо закрилося…» — датовано 1906 роком. Пізніше поет, переглядаючи свій архів, так відгукнувся про цей твір: «Подивишся — аж смішно».
В 1907 році закінчив училище. Після цього в нього був єдиний, по суті, шлях продовжити освіту — в семінарії. Тож у 1907—1913 роках Тичина навчався в Чернігівській духовній семінарії. У старших класах він пройшов ґрунтовну художню школу у викладача малювання Михайла Жука. Він також увів Павла Тичину в коло чернігівської інтелігенції.

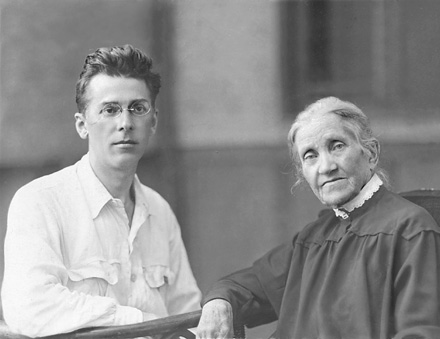
Павло Тичина з першою вчителькою Серафимою Морачевською, 1930 рік

Товаришами Тичини в семінарії були Григорій Верьовка, майбутній поет Василь Елланський (Василь Еллан-Блакитний), Аркадій Казка та інші відомі пізніше діячі української культури.
Значний вплив на формування Тичини-поета мало його знайомство з Михайлом Коцюбинським, літературні «суботи» якого він відвідував з 1911 року. Цьому знайомству посприяв Михайло Жук.
В 1912 році в першому номері журналу «Літературно-науковий вістник» з подачі М. С. Грушевського уперше надруковано твір Тичини. Це був вірш «Ви знаєте, як липа шелестить». Зошит із віршами Павла Тичини Михайлові Грушевському передав Михайло Коцюбинський.
В 1913 році опублікував три оповідання — «Спокуса» (в газеті «Рада» від 17 жовтня), «Богословіє» (в газеті «Рада» від 6 листопада) та «На ріках вавілонських» (у третьому номері журналу «Світло»), які й стали його своєрідним прощанням із бурсацькою та семінарською юністю.

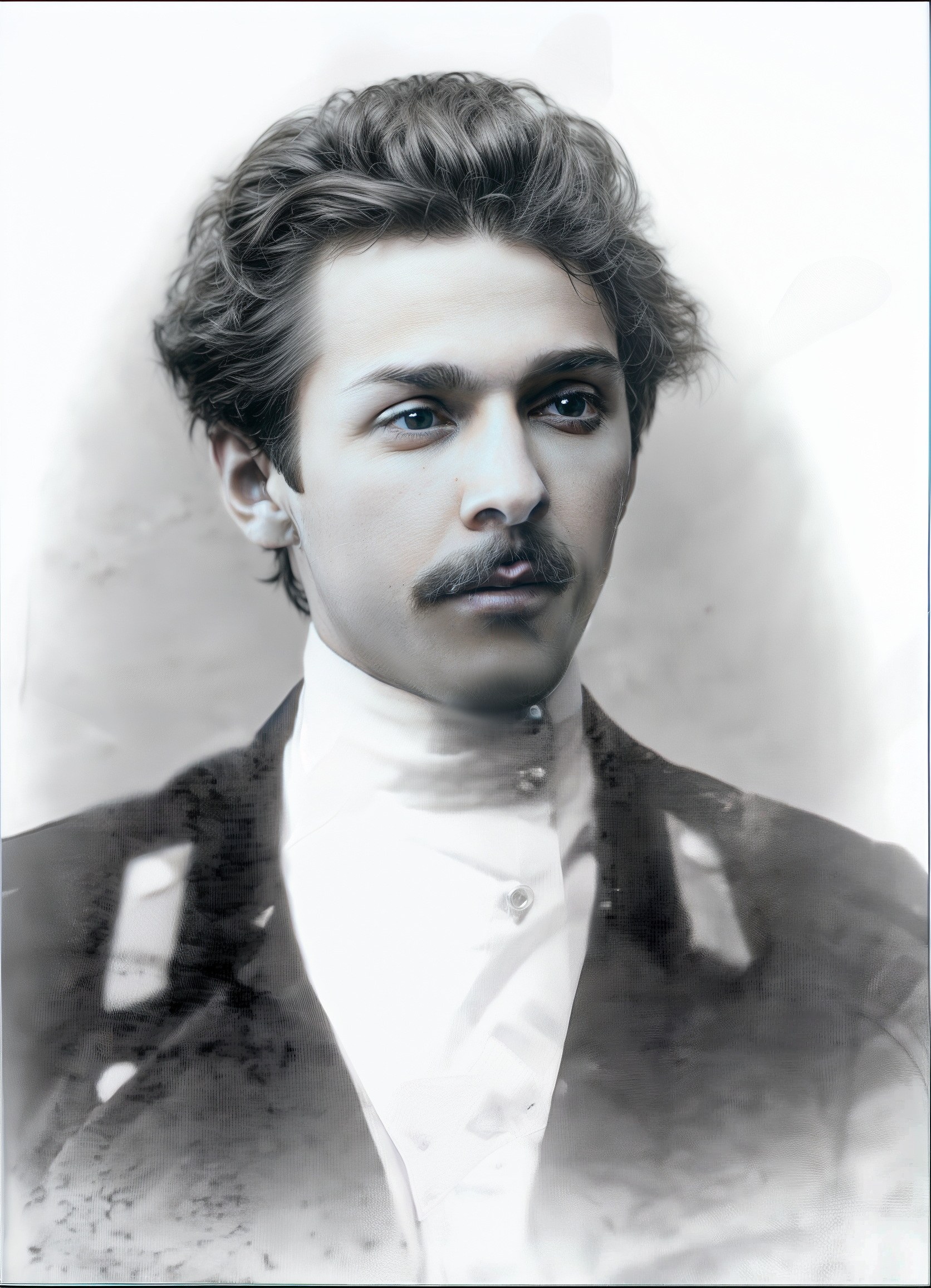
Павло Тичина, 1913

В 1913—1917 роках навчався на економічному факультеті Київського комерційного інституту, але не закінчив його. Одночасно працював редактором відділу оголошень газети «Рада» і технічним секретарем редакції журналу «Світло» (1913—1914), помічником хормейстера у театрі Миколи Садовського (1916—1917). Улітку підробляв у статистичному бюро чернігівського земства. Так, влітку та восени 1914—1916 років Тичина працював роз'їзним інструктором і рахівником-статистом Чернігівського губернського земського статистичного бюро. Це дало йому можливість зробити низку цінних фольклорних записів.
Був членом Чернігівського самостійницького братства — молодіжної підпільної організації, яку очолював — Василь Еллан-Блакитний. В 1916 році братство відрядило Павла Тичину до Києва з метою налагодження зв'язків з іншими самостійницькими групами. Невдовзі Тичина писав із Києва:
|  | Я розчарувався в самостійниках, тут із ними у студентській громаді навіть і говорити не хочуть; недавно одного просто викинули. Та й хіба конче потрібна нашому народові самостійність? Се якось вузько і консервативно, а до того ж вони такі шовіністи! Але не дивлячись на се все і дальше я буду вас інформувати та допомагати у справі зв'язку з центром. |

Коли розпочалася Перша світова війна, Київський комерційний інститут перевели до Саратова. Тож студент Тичина, щоб скласти зимові заліки 1915 року, мав добиратися в теплушках на Волгу. Захворів на серцеву недостатність. Поет Володимир Самійленко, рятуючи Павла, запросив його до себе в Добрянку (нині селище міського типу Ріпкинського району Чернігівської області). Тут Тичина зустрів Наталю — своє перше кохання. Їй поет присвятив одну з найкращих ліричних поезій «Зоставайся, ніч настала…» Але закоханим не судилося бути разом: дівчина померла від сухот. Ця історія стала основою есе Павла Загребельного «Кларнети ніжності».

Павло Тичина

Згодом Тичина працював завідувачем відділу хроніки газети «Нова Рада» (1917) і відділу поезії журналу «Літературно-науковий вістник» (1918—1919), головою української секції Всеукраїнського видавництва (1919), завідувачем літературної частини Першого державного драматичного театру УСРР (1920).

### «Сонячні кларнети»

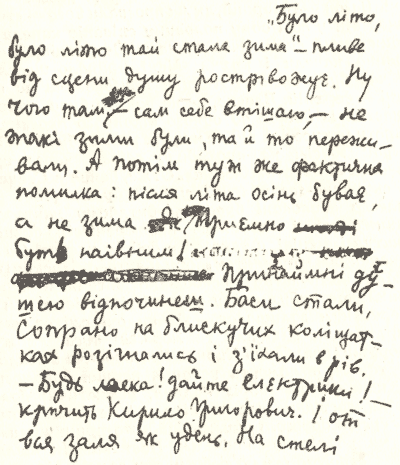
Перша сторінка рукопису спогадів Павла Тичини про мандрівку із капелою Стеценка

Павло Тичина

Почавши поетичну творчість за чернігівського періоду, Тичина в атмосфері Києва першого року державного відродження України закінчив першу свою книгу поезій «Сонячні кларнети» (1918, фактично вийшла в 1919), у якій він дав своєрідну українську версію символізму базовану на поетиці Грицька Чупринки з впливом німецького експресіонізму (Тракль) та інфантилізму, створив власний поетичний стиль, який отримав власну назву — «кларнетизм». Кларнетизм — це світоглядна естетична концепція Тичини, унікально виражена за допомогою поетичних засобів (асонанс, алітерація, епітети, метафори). Перебуваючи в центрі революційних подій, Тичина написав книгу. Тому, що він стояв тоді понад партійними ідеологіями, він зміг дати в «Сонячних кларнетах» автентичний естетичний відбиток відродження своєї країни.

### Український радянський поет
Жовтневий переворот й окупація України позначилася комуністичним терором, руїною, голодом і конфронтуючими до них народними повстаннями. Ця атмосфера яскраво відтворена у щоденнику Тичини про його подорож із капелою Стеценка у 1920 році (він був офіційно працевлаштований у капелі як літописець). Щоденник був опублікований аж у 1971 році.
За цих обставин Тичина далі зберігав свою позицію незалежного поета в наступних книгах «Замість сонетів і октав» (1920), «В космічному оркестрі» (1921). Тоді ж він починає твір — поему-симфонію (чи віршовану трагедію) «Сковорода» (вперше — «Шляхи Мистецтва», 1923, ч. 5).
Того ж 1923 року створює поему «Прометей», де одним із перших у світовій літературі розкрив тему тоталітарного суспільства. Уміння бачити далі від інших дала поетові змогу створити перший твір-антиутопію і показати суть тоталітарного суспільства.
Можливо, на бачення Павла Григоровича вплинув і арешт його брата Євгена, регента хору в Новій Басані, органами ДПУ навесні 1923-го, коли довелося писати розписку, гарантуючи, що брат нікуди не виїде без спеціального дозволу.
У першій половині 1920-х років Україна стає конституційно суверенним членом СРСР (де-юре), а Тичина — провідним українським радянським поетом: збірка «Плуг» (1920), яка принесла йому славу «співця нового дня», і з присвятою Миколі Хвильовому «Вітер з України» (1924). Тоді ж працює в журналі «Мистецтво», в державному видавництві «Всевидат», завідує літературною частиною в Київському театрі ім. Т. Г. Шевченка, політкомісаром якого був Олександр Довженко.
В 1923 році переїздить до Харкова, входить до літературної організації «Гарт», а в 1927 році — до ВАПЛІТЕ, що під проводом Миколи Хвильового намагалася протистояти великодержавному шовінізмові ЦК ВКП(б). За приналежність до цієї організації і твір «Чистила мати картоплю» Тичину гостро критикували, обвинувачуючи його в «буржуазному націоналізмі». Відкинувши ці обвинувачення, він на деякий час замовк, а на ворожі чутки про його «кінець» відповідав:
|                               | ...для них кінець, а для мене тільки початок. Я стільки нового зараз знаю (не вичитаного, ні!), що, може вчетверо окріп |
| — з листа до М. Могилянського | |

Там само в Харкові в цей час він працює в журналі «Червоний шлях», багато пише, вивчає вірменську, починає оволодівати грузинською і тюркськими мовами, стає діячем заснованої в тодішній українській столиці Асоціації сходознавства.
На твори, створені Тичиною на замовлення комуністичної партії, в 1928 році відгукнувся Олександр Олесь віршем-докором «І ти продався їм, Тичино…».
У 1934 році переїжджає з Харкова до нової столиці України — Києва — й поселяється в будинку письменників Роліт.

### «Партія веде»: упокорення сталінізму
В умовах тотального сталінського терору 1930-х, розстрілу одних і самогубства інших письменників, Тичина в низці «партійно витриманих» книжок поезій капітулює перед насильством. Такими моторошно майстерними стали збірки «Чернігів» (1931) й особливо поезія «Партія веде», надрукована в газеті «Правда» (21.11.1933) та однойменна збірка (1934), що стала символом упокорення української літератури сталінізмові. За ними з'явилася низка інших збірок із вишуканими назвами в дусі апології сталінізму: «Чуття єдиної родини», «Пісня молодості» (1938), «Сталь і ніжність» (1941). Абстрактно-експресіоністична майстерність цих збірок вражає перевагою ударних, ніби безоглядно наступальних ямбів у дусі гострих імперативів сталінської генеральної лінії партії.

### Війна та повоєнний період

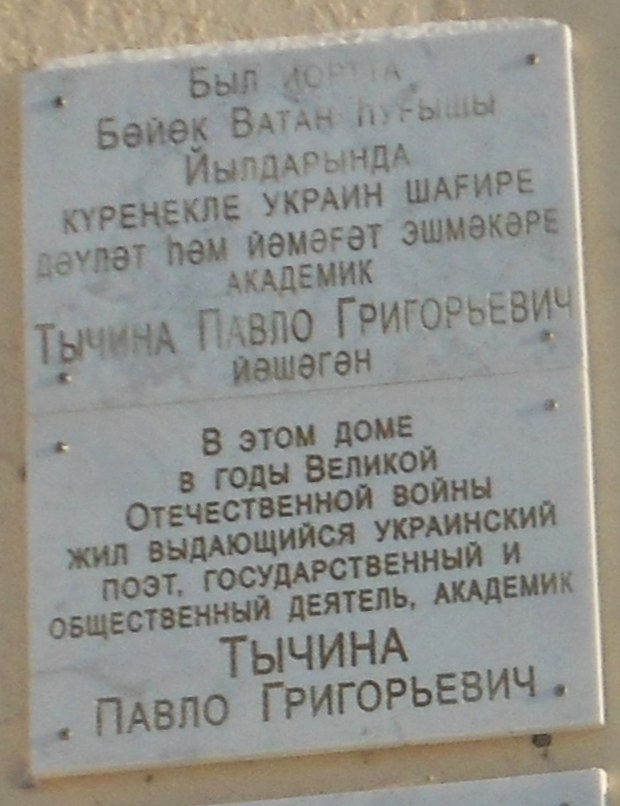
Пам'ятна дошка на будинку в Уфі, в якому жив Павло Тичина

З початком німецько-радянської війни, у липні 1941 року Павла Тичину евакуйовано з майже 400 академіками, членами-кореспондентами та іншими науковими працівниками Академії наук УРСР до Уфи, столиці Башкортостану. Там Тичина очолював Інститут літератури імені Тараса Шевченка. Разом із ним в Уфу була евакуйована і його родина — дружина Лідія Петрівна та її мати Катерина Кузьмівна Папарук. Одразу по прибуттю у Башкирію письменник попросив закріпити за ним вчителя башкирської мови, якою швидко оволодів і міг читати твори в оригіналі. Вже за кілька місяців він написав наукову працю «Патріотизм у творчості Мажита Гафурі», хоча Гафурі писав лише башкирською. У 1943 році Павла Тичину призначили Народним Комісаром освіти УРСР і він виїхав з Уфи.
Війна ще посилила партійну «витриманість» збірок Тичини з патріотично-оборонною тематикою: «Ми йдемо на бій» (1941), «Похорон друга», «Перемагать і жить!», «Тебе ми знищим — чорт з тобою» (1942), «День настане» (1943).
Член ВКП(б) з 1944 року. Попри роботу на державних посадах (вже від кінця війни міністр освіти, а пізніше голова Верховної Ради УРСР), яка забирала багато часу, Тичина видав низку поетичних збірок і за повоєнного часу: «Живи, живи, красуйся!», «І рости, і діяти» (1949), «Могутність нам дана» (1953), «На Переяславській Раді» (1954), «Ми свідомість людства» (1957), «Дружбою ми здружені» (1958), «До молоді мій чистий голос» (1959), «Батьківщині могутній», «Зростай, пречудовий світе» (1960), «Комунізму далі видні» (1961), «Тополі арфи гнуть» (1963), «Срібної ночі» (1964), «Вірші» (1968) та інші.
Тичина не повірив у хрущовську десталінізацію і, лишившись далі на позиціях сталінізму, не відгукнувся на літературне відродження 1950-х — початку 1960-х, навіть виступив з осудом шістдесятників. Тим самим його поезія (з мотивами величі партії, «дружби народів», звеличенням нового вождя Хрущова, «героїнь соціалістичної праці», колгоспних ланкових тощо) навіть в обставинах посилення брежнєвського терору по зреченні Хрущова звучала вже явним анахронізмом і дедалі більше скидалася на автопародіювання. З'явилися й пародії, як-от: «Трактор в полі: дир-дир-дир! Хто за що, а ми за мир!» та ін.

## Творча спадщина та місце в українській літературі

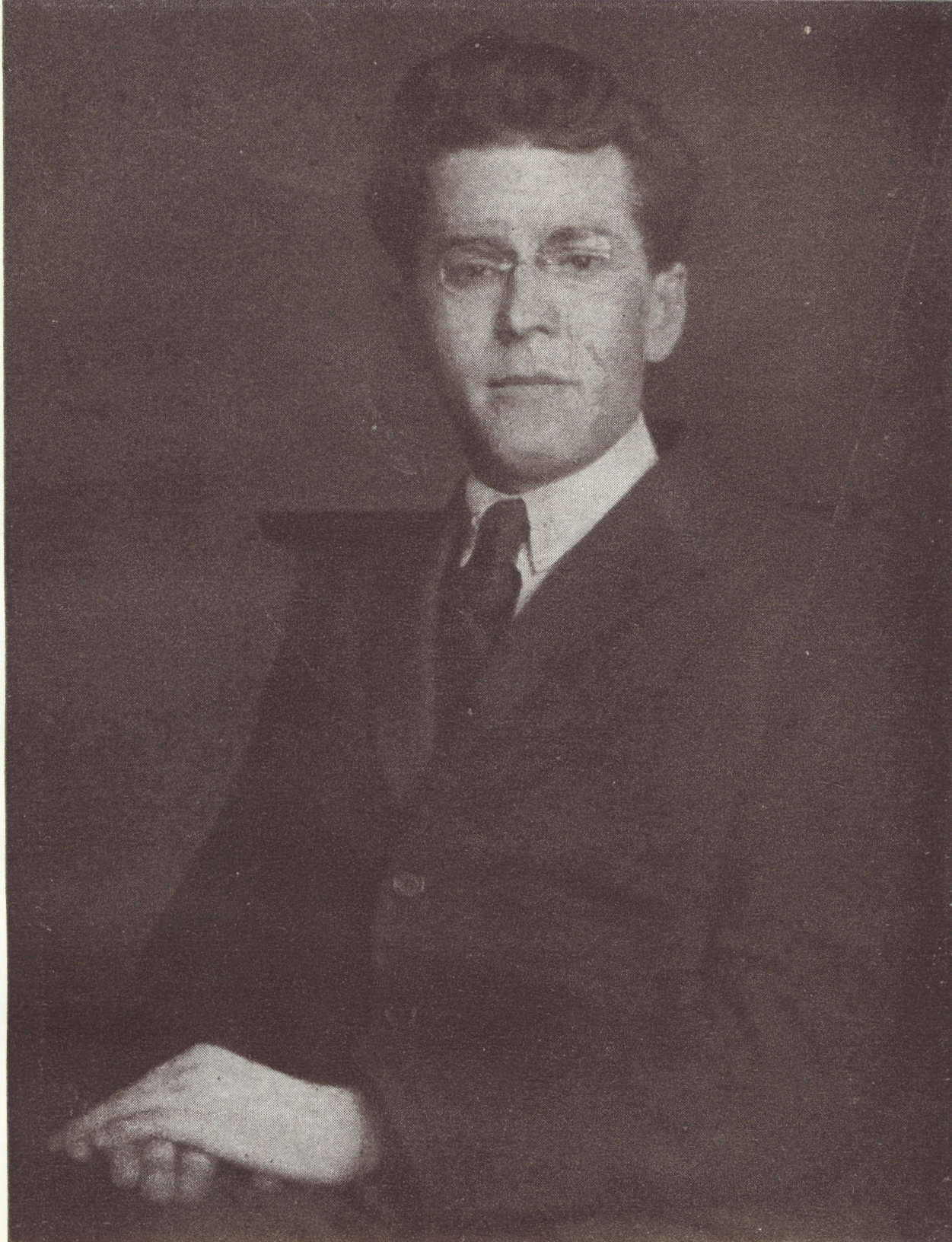
Павло Тичина, кінець 1920-х років

Юрій Лавріненко писав, що Тичину називали то символістом, то імпресіоністом, то романтиком чи зводили характер його поезії до справді притаманної йому панмузичности, та проте він не вкладається в рами жодного «ізму». Історик української літератури Сергій Єфремов так казав про поета:
|  | Тичину важко уложити в рамки одного якогось напрямку чи навіть школи. Він з тих, що самі творять школи, i з цього погляду він самотній, стоїть ізольовано, понад напрямами, віддаючи данину поетичну всім їм — од реалізму до футуризму («червоно-си–зеле дугасто»), одинцем верстаючи свою творчу путь. Це привілей небагатьох – такий широкий мати діапазон… Поет, мабуть, світового масштабу, Тичина формою глибоко національний, бо зумів у своїй творчості використати все багате попередніх поколінь надбання. Він наче випив увесь чар народної мови і вміє орудувати нею з великим смаком і майстерністю… Дивний мрійник з очима дитини і розумом філософа |

«Дивовижна ерудиція Тичини — свій духовний світ він оформив у постійній самоосвітній культурній експансії», — писали про нього в книзі поетичної антології 2005 року. Тематика творчості: зображення подій суспільно-політичного життя України радянського періоду, військова тематика пов'язана з подіями Другої світової війни, змалювання краси української природи, людських почуттів, філософська лірика.
У спадщині поета, окрім великої кількості поетичних збірок — близько п'ятнадцяти великих поем. Найбільші з них лишились недовершеними, але кожна — по-своєму. З поеми «Шабля Котовського» в різний час були надруковані чотири великих розділи, за якими важко скласти уявлення про зміст цілого твору. З драматичної поеми «Шевченко і Чернишевський» відома самостійна за сюжетом перша частина з пізніше дописаною фінальною сценою, що замінила другу частину поеми, рукопис якої загинув у часи війни. Велика за обсягом поема-симфонія «Сковорода», над якою автор працював щонайменше двадцять років, — твір теж недописаний (виданий він був уже після смерті автора). У «Сковороді», поемі «Похорон друга» (1942), окремих фрагментах із посмертної збірки «В серці у моїм» (1970) Тичина, всупереч загальній пропагандистській нудотності переважної частини свого післявоєнного поетичного здобутку, засвідчив живучість свого поетичного таланту.
У 1970—1971 роках поет та літературознавець Василь Стус написав літературознавчу працю про творчість Павла Тичини під назвою «Феномен доби (сходження на Голгофу слави)». У цій роботі він схвально оцінював ранню творчість Тичини і критикував загальновідомий і прославлений соцреалізм. У 1972 році після арешту Стуса робота була конфіскована і пролежала в архівах КДБ упродовж двох десятиліть. Під час суду вона слугувала одним із свідчень злочинної діяльності Стуса. Ось яку характеристику Стус дає творчості Тичини.
|  | Слава генія, змушеного бути пігмеєм, блазнем при дворі кривавого короля, була заборонена. Слава ж пігмея, що став паразитувати на тлі генія, була забезпечена величезним пропагандистським трестом. … В історії світової літератури, мабуть, не знайдеться іншого такого прикладу, коли б поет віддав половину свого життя високій поезії, а половину — нещадній боротьбі зі своїм геніальним обдаруванням … Як би там не було, Тичина — така ж жертва сталінізації нашого суспільства, як Косинка, Куліш, Хвильовий, Скрипник, Зеров чи Курбас. З однією різницею: їхня фізична смерть не означала смерті духовної. Тичина, фізично живий, помер духовно, але був приневолений до існування як духовний мрець, до існування по той бік самого себе. Тичина піддався розтлінню, завдавши цим такої шкоди своєму талантові, якої йому не могла завдати жодна у світі сила. Починалася смуга подальшої деградації поета, причому деградував покійний поет так само геніально, як колись писав вірші. … Геніальний Тичина вмер. Лишився жити чиновник літературної канцелярії, довічно хворий на манію переслідування, жалюгідний пігмей із великим ім'ям Тичини. Творчість Тичини 30-х років — це тільки маніпуляції над небіжчиком, спроби використати мерця. Як не моторошно це казати, але наступна творчість Тичини — це майже ірреальні спроби примусити усміхатися голий череп. Вірші поета перестали бути актом індивідуальної творчості: ці бездарні версифікаційні вправи уже писав хтось — але мертвою поетовою рукою. Кажуть, не одну ніч Тичина лягав спати не роздягаючись: він чекав арешту… … Тичини не одживили і роки після XX з'їзду КПРС, коли Рильський і Бажан повернулися до перерваної на 25 років молодості. Тичина цього зробити не міг. Можливо, йому і тут підказала інтуїція: одживлюватись — зарано; попереду ще будуть холоди. |

Авторське відчитання творчої біографії Павла Тичини є у книзі поезій Василя Слапчука «Новенький ровер старенького пенсне» (Луцьк: Твердиня, 2007).

## Твори

### Поезія

#### Поетичні збірки й окремі цикли творів
- «Соняшні кларнети» (1918)
- «Плуг» (1920)
- «Замісць сонетів і октав» (1920; цикл віршів у прозі, написаний ймовірно у 1918)
- «Живем комуною» (цикл ритмізованої прози, 1920)
- «З мого щоденника» (цикл ритмізованої прози)
- «В космічному оркестрі» (1921)
- «Вітер з України» (1924)
- «Кримський цикл» (цикл поезій, 1920-ті)
- «Чернігів» (1931)
- «Партія веде» (1933)
- «Ку-ку» (1934)
- «Чуття єдиної родини» (1938)
- «Пісня молодості» (1938)
- «Сталь і ніжність» (1941)
- «Ми йдемо на бій» (1941)
- «Перемагать і жить» (1942)
- «Тебе ми знищим — чорт з тобою» (1942)
- «День настане» (1943)
- «І рости, і діяти» (1949)
- «Живи, живи, красуйся!» (1949)
- «Могутність нам дана» (1953)
- «На Переяславській Раді» (1954)
- «Ми — свідомість людства» (1957)
- «Дружбою ми здружені» (1958)
- «До молоді мій чистий голос» (1959)
- «Батьківщині могутній» (1960)
- «Зростай, пречудовний світе» (1960)
- «Комунізму далі видні» (1961)
- «Тополі арфи гнуть» (1963)
- «Срібної ночі» (1964)
- «Вірші» (1968)
- «В серці у моїм…» (1970; переважно ранні позазбіркові або неопубліковані вірші)

#### Поеми
Близько п'ятнадцяти поем, частина з них незакінчені або частково втрачені
- «Сковорода» поема-симфонія, незавершена (1920—1922)
- «Прометей», 1923
- «Серафима Морачевська», незавершена
- «Шабля Котовського»
- «Шевченко і Чернишевський»
- «Похорон друга», 1943
- Тичина П. Сирітка / П. Тичина. — Київ ; Харків: Держ. вид-во України, 1944. — 14 с.
- Тичина П. Федькович у повстанця Кобилиці. — Одеса: ЦК ЛКСМУ: Вид-во дит. літ., 1940. — 17 с.

### Художня проза
Оповідання:
- «Спокуса», 1913
- «Богословіє», 1913
- «На ріках вавілонських», 1913

### Публіцистика
- Книга публіцистики «Творча сила народу», 1943

## Переклади і культурні зв'язки
Тичина самотужки досконало опанував майже двадцять іноземних мов, зробив цінні поетичні переклади, зокрема  — з вірменської мови (Левон Шант, Олександр Цатурян), грузинської, арабської, турецької (Мехмед Емін), їдишу (Лев Квітко). Весь той світ пізнання гармонійно вливався у творчість і доповнював поетичний геній Павла Тичини. Збереглися переклади Павла Тичини на українську мову із сорока мов світу.
Крім поезії, Тичина робив численні переклади (Олександр Пушкін, Євген Баратинський, Олександр Блок, Микола Тихонов, Микола Ушаков, Янка Купала, Якуб Колас, «Давид Сасунський», О. Ованесян, О. Туманян, Акоп Акопян, Ілля Чавчавадзе, А. Церетелі, К. Донелайтіс, С. Неріс, А. Венцлова, I. Вазов, Христо Ботев, Л. Стоянов, Нікул Еркай та ін.).
Помітне місце серед них посідають також публіцистика, літературознавча есеїстика (книжки «Магістралями життя», «В армії великого стратега», посмертно видані «З минулого — в майбутнє», «Читаю, думаю, нотую») і досить об'ємні матеріали щоденниково-мемуарного характеру (видання 1981 року «З щоденникових записів» та інші).
У творчому доробку Тичини також переклади оперних лібрето, зокрема опер «Лоенгрін» Ріхарда Вагнера, «Князь Ігор» Олександра Бородіна, фрагменти до опери «Ніч перед Різдвом» Миколи Римського-Корсакова тощо.

### Тичина і Фінляндія
У листопаді 1954 року Тичина у складі офіційної делегації УРСР відвідав Фінляндію (Гельсінкі, Турку, Тампере). Мав зустріч із Президентом Паасіківі, який справив сильне враження на поета. Залишив щоденникові записи про фінську мандрівку (частини надруковано у книзі Павло Тичина. Із щоденникових записів. — Київ, 1981. — С. 180—188), де містяться згадки про зустрічі з діячами фінської культури.

### Тичина і кримські татари
У 1920-х роках Тичина став співзасновником Асоціації сходознавства України й долучився до секції перекладу зі східних мов. Він добре володів турецькою мовою, тож опанування кримськотатарської не становило особливих труднощів. Під враженням від оповідей Михайла Коцюбинського Павло Тичина зацікавився Кримом, його автентикою та культурою. Був особисто знайомий з поетом А. Лятіф-заде, який подарував йому кілька своїх книжок. Опублікував статтю-дослідження про стан кримськотатарської літератури, у 1939 публічно прочитав «Заповіт» Шевченка у кримськотатарському перекладі.

## Видання
У зібранні творів у 12 томах істотна різниця в тиражах кожного тому.

## Відзнаки

Меморіальна дошка на будинку в Києві на Терещенківській вулиці

Надгробок Павла Тичини на Байковому цвинтарі (ділянка № 1) в Києві (лабрадор; скульптор Василь Бородай, архітектор Анатолій Ігнащенко; встановлений в 1970 році)

- Лауреат Сталінської премії (1941).
- Лауреат Шевченківської премії (1962).
- Герой Соціалістичної Праці (1967).
- Кавалер п'яти орденів Леніна,
- Кавалер двох орденів Трудового Червоного Прапора.

## Вшанування пам'яті

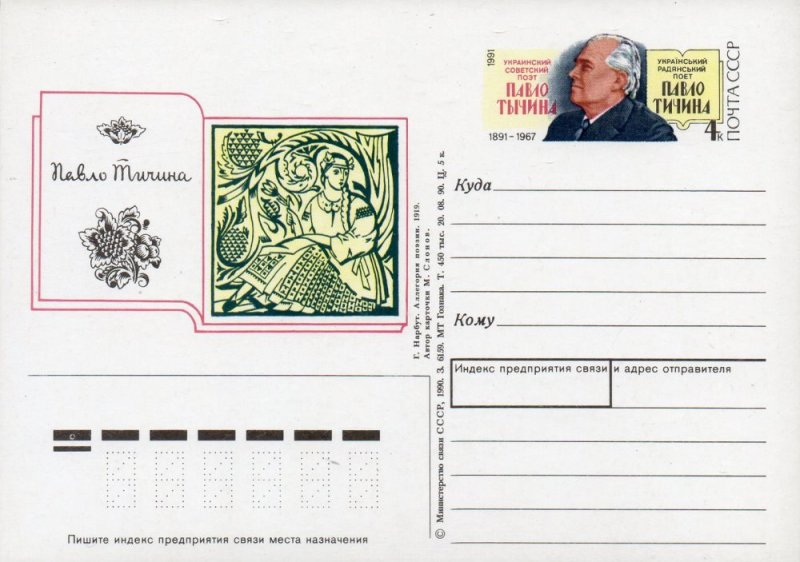
«100-річчя з дня народження українського поета Павла Тичини (1891—1967)». Радянська поштова картка, 1991.

Літературно-меморіальний музей-квартира П. Г. Тичини був відкритий у Києві по вул. Терещенківській, 5
У селі Піски Ніжинського (Бобровицького) району є музей історії села, до складу якого входить хата-садиба Тичини та кімната в сусідньому будинку, присвячена поету. У селі також є пам'ятник письменника.
У Чернігові на фасаді будинку № 40 на вулиці Гетьмана Полуботка, де колись розміщалася Чернігівська духовна семінарія і де навчався майбутній поет, встановлено меморіальну дошку. Документальне підтвердження цьому було знайдено співробітниками Київського музею-квартири Павла Тичини в його архіві.
В Україні на його честь названо вулиці у таких містах, як Дніпро, Львів, Івано-Франківськ, Калуш, Чернігів, Черкаси, Умань та інших.
У місті Київ існує проспект Павла Тичини та сквер Павла Тичини.
Відповідно до постанови Ради Міністрів УРСР про увічнення пам'яті Павла Григоровича Тичини, 23 вересня 1967 року Уманському державному педагогічному інституту (нині педагогічний університет) присвоєно ім'я видатного поета.
В 1968 році Пісківській школі було присвоєне ім'я Павла Тичини.
1973 року засновано літературну премію імені Павла Тичини всесоюзного значення.
У місті Київ є Центральна районна бібліотека імені Павла Тичини.
15 грудня 1978 року Постановою Ради Міністрів України школі (згодом гімназії) № 191 міста Києва було присвоєне ім'я П. Г. Тичини.
28 вересня 1977 року у Єревані одну з вулиць названо на честь Павла Тичини, зачинателя українсько-вірменських літературних зв'язків у радянські роки. Також його ім'я носить одна з вулиць міста Ванадзор у Вірменії.
16 квітня 1981 року постановою Ради Міністрів УРСР Бобровицькій районній бібліотеці надано ім'я Павла Тичини.
3 лютого 1981 року засновано стипендію імені Тичини у Ніжинському педагогічному інституті.
2011 року з ініціативи Літературно-меморіального музею-квартири П. Г. Тичини в м. Києві широко (на міжнародному та державному рівні) було відзначено 120-ліття поета. До цієї дати музей ініціював вихід 270 000 накладом конвертів із портретом П. Тичини, випуск НБУ 5000 накладом срібних ювілейних монет із зображенням поета, видання багатьох книг та інші вагомі заходи.

## Галерея

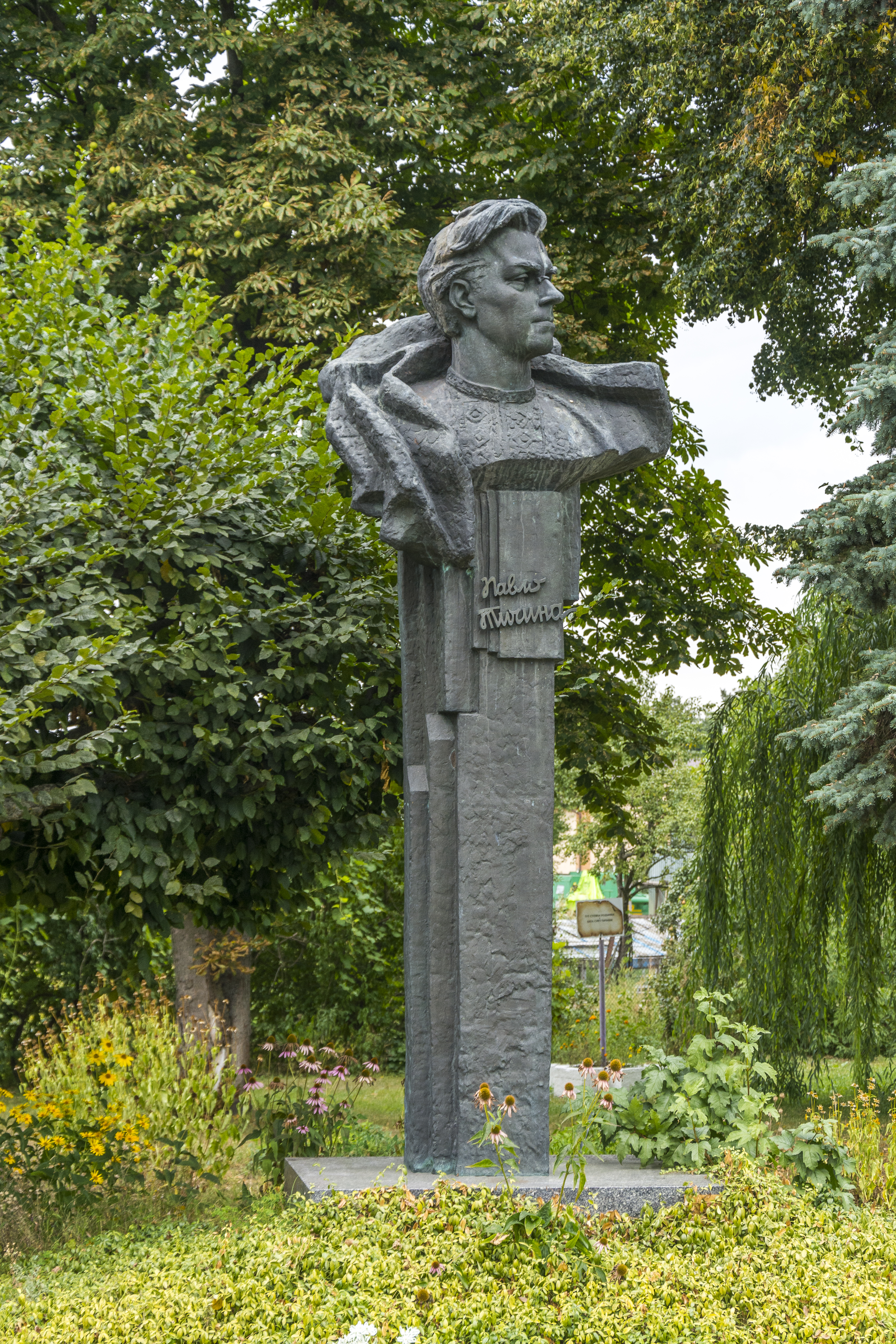
Погруддя Павлу Тичині у рідному селі Піски

## Музичні інтерпретації
- Відомий львівський музикант, соліст гуртів «ГИЧ Оркестр» і «Пиріг і Батіг», Мар'ян Пиріг у 2016 році випустив[51] цілий акустичний альбом під назвою «Поетичний»[52], повністю заснований на ранній творчості Павла Тичини. Зокрема, на альбомі є чудові музичні інтерпретації таких відомих віршів, як «Гаї шумлять…» (1916) і «Ви знаєте, як липа шелестить…» (1911). Цікавим фактом є те, що альбом був записаний на природі, зокрема в полях Тернопільщини, і звуки природи чудово пасують до природоцентричної поетики раннього Тичини.
- Музична інтерпретація[53] вірша «Не Зевс, не Пан, не Голуб-Дух»[54] присутня на експериментальному музичному альбомі «ФОКСТРОТИ», створеного дуетом відомого українського сучасного поета Сергія Жадана та талановитого музиканта Юрія Гуржи. На записі присутній також оригінальний голос[55] самого Тичини.
- Пісня «Сонячні кларнети» присутня на альбомі «Укрліт» (2021)[56] виконавця Man from Light[57] (Валентин Бойко). Ця інтерпретація є роковою та навіть панк-роковою.
- Музичне прочитання вірша «О панно Інно…» (1915) можна знайти на альбомі «Радіо Афродита» легендарного українського рок-гурту «Мертвий Півень».
- Принципово інша, аванґардно-фолкова інтерпретація вірша «О панно Інно…» заспівана гуртом Dakh Daughters. Яніна Хазіпова, вокалістка гурту, зазначала, що текст взяли не весь, аби зберегти «повітряний стан» у пісні. Співати саме так — ніжно і легко — порадив гурту їхній продюсер Влад Троїцький[58].
- Пісню на вірш «Гаї шумлять…» (1916) випустив[59] також гурт The Doox.
- У межах культурного проєкту «Твої вірші, мої ноти» Артем Пивоваров та NK записали пісню «Там у тополі» (2022), об'єднавши тексти двох віршів українського поета «Там тополі у полі» (1916) та «Де тополя росте…» (1911).